# Балан, Дан
Дан Михаевич Бала́н (рум. Dan Bălan; род. 6 февраля 1979, Кишинёв) — молдавский певец, автор песен, продюсер, музыкант-мультиинструменталист, основатель группы O-Zone. Владеет румынским, русским, украинским, английским, французским и испанским языками.
Номинант премий «Грэмми» (2009) и «MTV Europe Music Awards» (2003, 2004, 2008, 2010). Лауреат премий «Золотой граммофон» (2011—2013) и «Звуковая дорожка» (2015).
С 2019 по 2020 год являлся наставником украинского вокального талант-шоу «Голос страны (Украина)».

## Семья
Отец — Михай Балан, дипломат, в прошлом посол Республики Молдова в Израиле, и глава Службы информации и безопасности Республики Молдова.
Мать — Людмила Борисовна Балан (Васильева), популярная телеведущая.
Сестра — Санда Балан (род. 1 марта 1985), телеведущая.

## Биография
Дан Балан родился 6 февраля 1979 года в Кишинёве. В 10 лет родители подарили ему его первый инструмент — аккордеон. Закончил музыкальную школу. В 1996 году поступил на юридический факультет.

### Начало карьеры
Родители пообещали ему купить новый синтезатор, если он без проблем поступит в институт. Балан собрал свою первую группу Inferialis, которая играла в стиле готик-дум-метал. Тогда он понял, что хочет заниматься только музыкой.

### 1996—1998: Inferialis
После того, как Балан бросил институт, он занялся продвижением собственной рок-группы, игравшей андеграундную музыку. Первый концерт группы проходил в концертном зале одного из кишинёвских заводов. Эксперименты с электронными клавишными инструментами положили начало новому этапу. Результатом этой работы стала записанная в конце 1998 года песня «De la mine» («От меня»), ставшая первым шагом к коммерческой музыке.

### 1998—2005:O-Zone
В 1999 году Балан создал новый музыкальный проект — группу O-Zone. Вторым участником стал Петр Желиховский, вокалист из группы Inferialis, который читал в новом проекте рэп. В таком составе в 1999 году группа выпустила свой первый альбом Dar unde esti («Но где же ты»), в который вошли 11 песен и 2 бонус-трека.
Параллельно Балан стал продюсером нового ТВ-шоу для детей под названием Tanti Ludmila Show, ведущей которого была его мать. Заглавной песней проекта стала песня, написанная Баланом ещё в юности.
Вскоре Петру Желиховский ушёл из группы ради карьеры на телевидении. Новыми участниками стали Арсений Тодираш и Раду Сырбу.
В 2002 году под лейблом Cat music состоялся релиз второго альбома группы O-Zone — Number 1. Первый сингл «Numai tu» победил в номинации «Лучший видеоклип» и получил премию «MTV Romania Music Awards» в 2002 году.
В 2003 году на церемонии вручения премий «MTV Romania Music Awards» группа O-Zone стала победителем в двух номинациях — «Лучшая песня» и «Лучший танцевальный трек». В этом же году группа была номинирована на премию «MTV Europe Music Awards» в категории Best Romanian Act.
Мировой успех к группе пришёл, когда в 2003 году вышла песня «Dragostea Din Tei». Альбом DiscO-Zone, выпущенный в 2004 году, стал самым продаваемым диском группы и получил платиновый и золотой статус в разных странах, разойдясь в количестве более 3,5 миллионов экземпляров.
В январе 2005 года проект «O-Zone» официально прекратил своё существование.

### Сольная карьера

#### 2006—2009
После распада группы «O-Zone» Балан собрал новую команду инструменталистов и начал работу над новыми песнями. В начале 2006 года он переехал в Лос-Анджелес и вместе с музыкантами в студии Ocean Way записал сольный рок-альбом. Сопродюсером альбома стал Джек Джозеф Пуиг. Но по ряду причин альбом так и не был издан.
В начале 2007 года после возвращения из США Балан начал работу над новым экспериментальным проектом. Новые треки он исполнил фальцетом. Новый материал вышел под псевдонимом Crazy Loop. Проект был представлен в октябре 2007 года с новым синглом «Crazy Loop (Mm Ma Ma)». Песня сразу попала в чарты Германии, Австрии, Польши, Румынии а также в европейский чарт Euro Hot 200.
В декабре 2007 года Балан выпустил альбом The Power of Shower. В альбом вошли как новые треки, написанные для проекта Crazy Loop, так и несколько песен с неизданного альбома, записанного годом ранее в США. Летом 2008 года был выпущен второй сингл альбома — песня «Johanna, Shut Up!». На оба сингла были сняты видеоклипы американским режиссёром Марком Класфелдом. «Johanna, Shut Up!» стал последним выпущенным треком под псевдонимом Crazy Loop.
В 2008 году Балан был снова номинирован на европейскую премию телеканала «MTV Europe Music Awards» в категории Best Romanian Act, но уже как сольный исполнитель Crazy Loop.
В октябре 2008 года в Румынии и Молдове состоялся релиз рок-баллады «Despre Tine Cant (Part 2)», третьего по счету сингла с альбома The Power of Shower, но уже под брендом Dan Balan. На песню был снят клип Грегом Оливом.
Дан Балан стал соавтором песни «Live your life», в исполнении рэпера T.I. и певицы Рианны. В песне был проигрыш песни «Dragostea din tei». Песня продержалась 6 недель на первом месте в основном чарте Billboard Hot 100, сделав скачок с 80-го места на 1-ю строчку хит-парада всего за одну неделю. Сингл Live Your Life получил четырежды платиновый статус, только в США было продано 4.532.000 копий.
В этом же году был переиздан альбом «The Power of Shower» под названием Crazy Loop mix. Это было эксклюзивное издание, в него вошло четыре новых трека: «Friday Night», «My Best Summer», «Judy’s Love Line», а также новый сингл «Chica Bomb», который стал началом нового этапа в сольной карьере артиста.

### 2010—2014

#### «Chica Bomb»
В апреле 2010 года вышел сингл «Chica Bomb». В записи трека приняла участие американская певица Katie DiCicco, также над треком работал итальянский DJ Андреа Бертолини. «Chica Bomb» стала европейским хитом, войдя в десятку топ-чартов нескольких европейских стран, включая Великобританию (7-е место в UK Dance Chart), Германию, Данию, Австрию, Румынию (2-е место), а в России и Греции возглавила хит-парады. Песня получила хорошие отзывы от музыкальных критиков мировых музыкальных изданий, в частности, от Ника Левайна из британского журнала Digital Spy. Клип на трек был снят Хайпом Уильямсом.
В Греции трек вышел в дуэте с певицей Элени Фурейрой. Официальная презентация состоялась в мае 2010 года на церемонии вручения премий «Mad Video Music Awards» в Афинах. В Германии песня впервые была представлена на музыкальном ТВ-шоу Top of the Pops. 11 июня 2010 года Дан Балан был приглашен в качестве специального гостя на ежегодную церемонию вручения премий российской музыкальной индустрии «Премия Муз-ТВ», где исполнил свой новый сингл.

#### «Justify Sex»
31 июля 2010 года на фестивале «Europa Plus LIVE» в Москве Балан представил свою новую песню «Justify Sex», которая так же, как и предыдущий сингл, поднялась до первого места в российском чарте, продержавшись в чартах 43 недели. Премьера видеоклипа состоялась 13 октября. Клип снимался в Лос-Анджелесе. В основу сценария видео лег сюжет фильма «Пятница, 13». Режиссёром клипа стал Джесси Дилан, сын Боба Дилана.
7 ноября 2010 года Дан Балан в четвёртый раз был номинирован на премию «MTV Europe Music Awards» в категории Best Romanian Act.

#### «Лепестками слёз»
Летом 2010 года была записана лирическая песня «Лепестками слёз» в дуэте с Верой Брежневой. Вокальные партии записывались в разных студиях. Композиция стала первой в карьере музыканта работой на русском языке. Официальный релиз состоялся 29 октября в эфире радиостанции «Love Radio» и стала третьим подряд номер 1 хитом Балана в российском чарте и в чартах стран СНГ.
Режиссёром видеоклипа стал украинский клипмейкер Сергей Солодкий. Клип набрал более 50 млн просмотров на YouTube. Песня была номинирована в категории «Лучший дуэт» на премии российского музыкального телеканала «RU.TV». Церемония состоялась 1 октября 2011 года в Москве. 26 ноября 2011 года в Государственном Кремлёвском Дворце в Москве Дан Балан стал лауреатом 16-й церемонии «Золотой граммофон» за песню «Лепестками слёз».

#### «Freedom»
Весной 2011 года состоялся релиз англоязычного сингла «Freedom». В записи трека приняли участие немецкий композитор Дитер Болен и DJ Андреа Бертолини, с которым Балан работал ранее. Песня в первую же неделю попала в горячую тридцатку в России и Украине, а спустя несколько недель поднялась до второго места в топе. В Румынии трек «Freedom» достиг 4-го места в официальном чарте Romanian Top 100 2011. Всего в чартах песня продержалась 49 недель. 23 июня 2011 года в Москве состоялась презентация одноимённого клипа. Режиссёром стал Павел Худяков. Клип достиг вершин хит-парадов европейских музыкальных телеканалов, а также телеканалов России и стран СНГ.

#### «Лишь до утра»
26 сентября 2011 на радиостанциях России и стран СНГ состоялся релиз песни «Лишь до утра», которая стала второй русскоязычной композицией артиста в карьере. Решение записать песню именно на русском языке Дан принял после успеха своего трека «Лепестками слёз» двумя годами ранее. Работа над песней велась в студиях нескольких стран, включая Румынию, Великобританию, Россию и США.
Песня дебютировала в российском чарте продаж цифровых треков «Россия Топ-10. Цифровые треки» на 8 позиции 25 ноября. Через месяц сингл достиг первой позиции в чарте цифровых треков России. Также песня возглавила украинский чарт, продержавшись на вершине 3 недели. Балан сам написал сценарий клипа, режиссёр — Стивен Ада. Съёмки видео проходили на Корсике. Главную женскую роль в клипе исполнила румынская топ-модель Иоану Райку. Премьера клипа состоялась 25 октября.

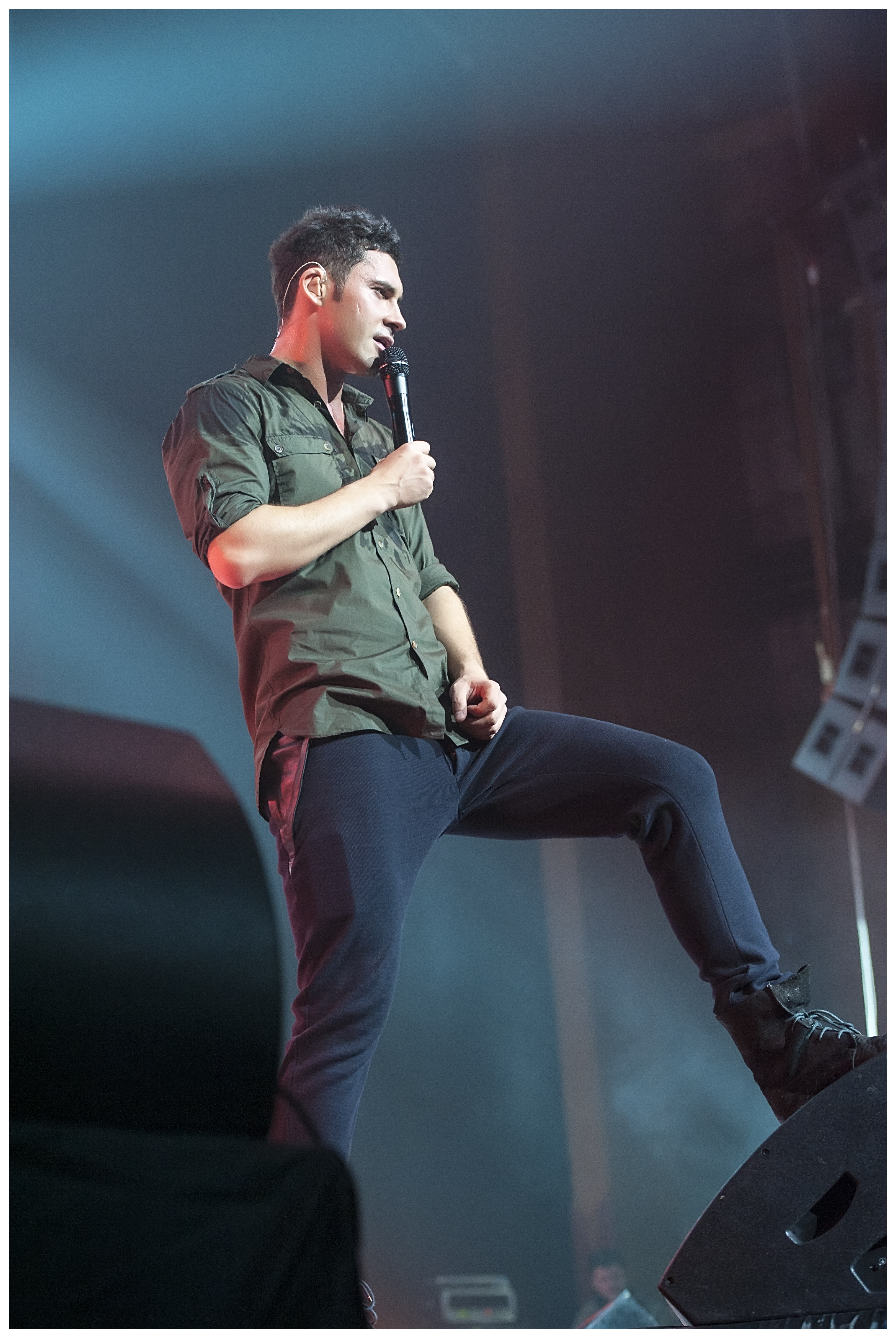
Дан Балан в 2012 году

1 июня 2012 года Дан Балан был номинирован на премию «Муз-ТВ» в категории «Лучший исполнитель». 29 сентября на церемонии вручения «RU.TV» Балан был назван самым сексуальным певцом России по версии журнала Woman.ru. Также он был номинирован в категориях «Лучшая песня» за трек «Лишь до утра» и «Лучший певец». 1 декабря Балан второй год подряд стал обладателем премии «Золотой граммофон» за песню «Лишь до утра». По итогам ротаций песен на радиостанциях и их видеоверсий на телеканалах, а также по мнению ведущих музыкальных экспертов и народного голосования, Дан Балан становится обладателем премии Красная Звезда «Лучшая песня года» за песню «Лишь до утра», которая попала в двадцатку самых популярных песен 2012 года в России.

#### «Люби»
В апреле 2012 года Балан выпустил новую поп-рок-композицию на русском языке «Люби». Песня попала в двадцатку и заняла в итоге 1-е место в Top Hit Weekly Audience Choice, 13-ю строчку в российском чарте и 2-е место в хит-параде Украины.
Клип «Люби» был снят украинским режиссёром Аланом Бадоевым. Есть две версии клипа: первая — с Даном Баланом и музыкальным коллективом, вторая — с включением в первую сцен на крыше поезда с Баланом и актрисой Екатериной Вилковой.

#### АльбомFreedom (Part 1)
29 ноября 2012 года вышел новый альбом Freedom (Part 1), в который вошло 13 треков и 4 ремикса, записанных в студиях США, Англии, Италии и Румынии. Среди них — песни «Сһісa Bomb», «Justify Sex», «Лепестками слёз», «Freedom», а также новые треки «Lonely», «Cry Cry». Презентация альбома состоялась в зале «ARENA Moscow» в Москве в рамках сольного концерта. Вскоре альбом «Freedom (Part 1)» стал одним из самых продаваемых в России и обрёл статус «Золотого диска».

#### «Lendo Calendo»
В мае 2013 года Дан Балан выпустил очередной сингл на иностранном языке — «Lendo Calendo». Трек был записан с Tany Vander и американским рэпером Brasco. Балан исполнил свои партии в песне на испанском языке. Композиция попала на первое место в iTunes Chart Russia, став очередным хитом № 1 певца, а также заняла лидирующие строчки в чартах Румынии и стран СНГ.
Клип на песню был представлен 9 июля. Режиссёр Алан Бадоев. Героини видео были выбраны Баланом на кастинге из 300 претенденток.
25 мая Балан был номинирован в категории «Лучший певец» на премии «RU.TV». 19 ноября стал лауреатом и получил звание «Лучший певец» на церемонии «Реальная премия MusicBox». 30 ноября получил третью в своей карьере премию «Золотой граммофон» за песню «Люби».

### С 2014
В январе 2014 года в Лондоне Балан приступил к записи нового студийного альбома. Балан является композитором, автором текстов и продюсером всех композиций альбома. Новые треки записывались в студии «Abbey Road», AIR Studios, RAK Studios, Strongroom Studios, Sarm Studios. В записи приняли участие Большой симфонический оркестр Британского союза музыкантов, хор London Community Gospel Choir, Большой Лондонский хор London Voices под руководством Терри Эдвардса и Бена Парри.
Первой песней с нового альбома стал сингл «Домой».
14 октября 2015 года вышел клип на песню «Funny Love». По итогам российского национального хит-парада «Звуковая дорожка» был признан «Самым сексуальным исполнителем» («Sexy М») в 2015 году.
19 мая 2017 года вышел клип на песню «Hold On Love». 22 марта 2018 года вышел клип на песню «Allegro Ventigo»
20 января 2019 года стал наставником 9 сезона вокального талант-шоу «Голос страны» (Украина), где одержал победу вместе со своей подопечной Оксаной Мухой.
28 октября 2019 года совместно с Тиной Кароль представил на украинской версии телешоу «Танцы со звёздами» композицию «Домой» в новой обработке.
19 января 2020 года повторно стал наставником юбилейного сезона «Голос страны». 26 апреля 2020 года Тина Кароль и Дан Балан представили песню «Помнишь».
В 2019 году Балан создал музыкальную компанию «Monarda Studios». Компания занимается развитием музыкальных исполнителей и музыкальных проектов. Офисы компании расположены в Киеве, Украина, и в Бухаресте, Румыния.
20 апреля 2021 года вышел новый альбом Freedom (Part 2) в который вошло 10 ранее выпущенных синглов.
19 ноября 2021 года Дан Балан выпустил песню и клип «Любовь как в песнях».

## Дискография

### Студийные альбомы
В составе группы O-Zone
| №                   | Название                                      | Длительность |
| ------------------- | --------------------------------------------- | ------------ |
| 1.                  | «Fiesta De La Noche»                          | 3:57         |
| 2.                  | «Timpul Trece Fără Noi»                       | 4:09         |
| 3.                  | «M-aș Trezi»                                  | 4:07         |
| 4.                  | «Te Voi Iubi»                                 | 4:06         |
| 5.                  | «Dar, Unde Ești...»                           | 3:52         |
| 6.                  | «Te Aștept»                                   | 4:25         |
| 7.                  | «Crede-Mă»                                    | 4:52         |
| 8.                  | «În Doi»                                      | 3:47         |
| 9.                  | «De La Mine»                                  | 4:11         |
| 10.                 | «Ciao Bambina»                                | 3:45         |
| 11.                 | «Oriunde Ai Fi»                               | 3:55         |
| 12.                 | «In Doi» (Negativ)                            | 3:46         |
| 13.                 | «Sarbatorile De Iarna» (Surpriză De Anul Nou) | 3:42         |
| Общая длительность: | Общая длительность:                           | Общая: 49:54 |

| №                   | Название                        | Длительность |
| ------------------- | ------------------------------- | ------------ |
| 1.                  | «Numai Tu»                      | 4:00         |
| 2.                  | «Dar, Unde Ești...»             | 4:02         |
| 3.                  | «Sărbătoarea Nopților De Vară»  | 3:52         |
| 4.                  | «Number 1»                      | 3:40         |
| 5.                  | «Nopți Fără De Somn»            | 3:52         |
| 6.                  | «Am Să Te Chem»                 | 3:31         |
| 7.                  | «Nu Mă Las De Limba Noastră...» | 3:50         |
| 8.                  | «Number 1» (Funny Version)      | 3:55         |
| 9.                  | «Despre Tine»                   | 3:47         |
| 10.                 | «VIP»                           | 2:48         |
| Общая длительность: | Общая длительность:             | Общая: 34:77 |

| №                   | Название                                     | Длительность |
| ------------------- | -------------------------------------------- | ------------ |
| 1.                  | «Fiesta De La Noche»                         | 4:02         |
| 2.                  | «De Ce Plâng Chitarele»                      | 4:10         |
| 3.                  | «Dragostea Din Tei»                          | 3:33         |
| 4.                  | «Printe Nori»                                | 3:43         |
| 5.                  | «Oriunde Ai Fi»                              | 4:26         |
| 6.                  | «Numai Tu»                                   | 4:00         |
| 7.                  | «Dar, Unde Ești...»                          | 4:02         |
| 8.                  | «Despre Tine»                                | 3:47         |
| 9.                  | «Sărbătoarea Nopților De Vară»               | 3:52         |
| 10.                 | «Nu Mă Las De Limba Noastră...»              | 3:50         |
| 11.                 | «Crede-Mă»                                   | 4:44         |
| 12.                 | «Dragostea Din Tei» (DJ Ross Extended Remix) | 6:22         |
| Общая длительность: | Общая длительность:                          | Общая: 48:31 |

Под псевдонимом Crazy Loop
| Название            | Информация                                                                    | Примечание         |
| ------------------- | ----------------------------------------------------------------------------- | ------------------ |
| The Power of Shower | - Релиз: 1 декабря 2009 - Лейбл: MediaPro - Формат: CD • Цифровая дистрибуция | - Ссылка на альбом |

Как Dan Balan
| №                   | Название                                             | Длительность |
| ------------------- | ---------------------------------------------------- | ------------ |
| 1.                  | «Chica Bomb»                                         | 3:31         |
| 2.                  | «Uh-Ahh-Yeah»                                        | 3:38         |
| 3.                  | «Crazy Loop (Mm-Ma-Ma)»                              | 3:33         |
| 4.                  | «Friday Night»                                       | 3:17         |
| 5.                  | «Johanna (Shut Up!)»                                 | 3:19         |
| 6.                  | «The 24th Letter»                                    | 4:24         |
| 7.                  | «My Best Summer»                                     | 3:28         |
| 8.                  | «Tango»                                              | 3:18         |
| 9.                  | «Take Me Higher»                                     | 3:36         |
| 10.                 | «Judy's Love Line»                                   | 3:32         |
| 11.                 | «Despre Tine Cant (Part 2)»                          | 4:02         |
| 12.                 | «Famikon»                                            | 2:32         |
| 13.                 | «Crazy Loop (Mm-Ma-Ma)» (DJ Ross Radio Club Edit)    | 3:38         |
| 14.                 | «Johanna (Shut Up!)» (Radio Edit Alternative Option) | 3:45         |
| 15.                 | «Chica Bomb» (Extended Version)                      | 4:18         |
| Общая длительность: | Общая длительность:                                  | 51:11        |

| №                   | Название                                    | Длительность |
| ------------------- | ------------------------------------------- | ------------ |
| 1.                  | «Chica Bomb»                                | 3:28         |
| 2.                  | «Freedom»                                   | 3:32         |
| 3.                  | «24th Letter»                               | 4:22         |
| 4.                  | «Lonely»                                    | 3:11         |
| 5.                  | «Лишь до утра»                              | 3:36         |
| 6.                  | «Justify Sex»                               | 3:30         |
| 7.                  | «Лепестками слёз» (совм. с Верой Брежневой) | 3:28         |
| 8.                  | «Crazy Loop (Mm-Ma-Ma)»                     | 3:17         |
| 9.                  | «Люби»                                      | 3:53         |
| 10.                 | «Cry Cry»                                   | 4:10         |
| 11.                 | «Take Me Higher»                            | 3:35         |
| 12.                 | «Despre Tine Cant (Part 2)»                 | 4:02         |
| 13.                 | «Не любя»                                   | 3:14         |
| 14.                 | «Chica Bomb» (Chew Fu Hurt Locker Remix)    | 3:26         |
| 15.                 | «Лишь до утра» (Dance Version)              | 3:22         |
| 16.                 | «Freedom» (Club Mix)                        | 3:29         |
| 17.                 | «Люби» (DJ Sergey Fisun Remix)              | 3:28         |
| Общая длительность: | Общая длительность:                         | 58:23        |

| №                   | Название                                    | Длительность |
| ------------------- | ------------------------------------------- | ------------ |
| 1.                  | «Alegro Ventigo» (feat. Matteo)             | 3:42         |
| 2.                  | «Balzam» (feat. Lusia Chebotina)            | 3:38         |
| 3.                  | «Домой» (совм. с Тиной Кароль)              | 4:24         |
| 4.                  | «Numa Numa 2» (feat. Marley Waters)         | 3:24         |
| 5.                  | «Наше лето» (совм. с Верой Брежневой)       | 3:47         |
| 6.                  | «Lendo Calendo» (feat. Tany Vender)         | 3:31         |
| 7.                  | «Помнишь» (совм. с Тиной Кароль)            | 4:50         |
| 8.                  | «Funny Love»                                | 3:13         |
| 9.                  | «Плачь»                                     | 4:19         |
| 10.                 | «Dragostea Din Tei» (совм. с Katerina Begu) | 3:17         |
| Общая длительность: | Общая длительность:                         | 38:00        |

### Синглы
| Год        | Сингл                                        | Альбом                          |
| O-Zone     | O-Zone                                       | O-Zone                          |
| ---------- | -------------------------------------------- | ------------------------------- |
| 2002       | «Numai Tu»                                   | Number 1                        |
| 2002       | «Despre Tine»                                | Number 1                        |
| 2003       | «Dragostea Din Tei»                          | DiscO-Zone                      |
| 2004       | «De Ce Plang Chitarele»                      | DiscO-Zone                      |
| Crazy Loop |                                              |                                 |
| 2007       | «Mm-ma-ma»                                   | The Power Of Shower             |
| 2007       | «Johanna (Shut Up!)»                         | The Power Of Shower             |
| 2023       | «Love Maria»                                 | без альбома                     |
| Dan Balan  |                                              |                                 |
| 1998       | «De la mine»                                 | без альбома                     |
| 2008       | «Despre tine cânt (Part 2)»                  | Crazy Loop Mix / Freedom, Pt. 1 |
| 2009       | «Chica Bomb»                                 | Crazy Loop Mix / Freedom, Pt. 1 |
| 2010       | «Justify Sex»                                | Freedom, Pt. 1                  |
| 2010       | «Лепестками слёз» (feat. Вера Брежнева)      | Freedom, Pt. 1                  |
| 2011       | «Freedom»                                    | Freedom, Pt. 1                  |
| 2011       | «Лишь до утра»                               | Freedom, Pt. 1                  |
| 2012       | «Люби»                                       | Freedom, Pt. 1                  |
| 2013       | «Lendo Calendo» (feat. Tany Vander & Brasco) | Freedom, Pt. 2                  |
| 2015       | «Funny Love»                                 | Freedom, Pt. 2                  |
| 2015       | «Плачь»                                      | Freedom, Pt. 2                  |
| 2017       | «Hold On Love»                               | без альбома                     |
| 2017       | «Наше лето» (совм. с Верой Брежневой)        | Freedom, Pt. 2                  |
| 2018       | «Allegro Ventigo» (feat. Matteo)             | Freedom, Pt. 2                  |
| 2018       | «Numa Numa 2» (feat. Marley Waters)          | Freedom, Pt. 2                  |
| 2019       | «Balzam» (feat. Lusia Chebotina)             | Freedom, Pt. 2                  |
| 2020       | «Все пробачати» (совм. с Oksana Mukha)       | без альбома                     |
| 2020       | «Дышат о любви» (совм. с INDI)               | без альбома                     |
| 2021       | «Любовь как в песнях»                        | без альбома                     |
| 2022       | «Printre culori»                             | без альбома                     |
| 2024       | «Oriunde ai fi»                              |                                 |
| 2024       | «Ultima noapte» (совм. с Irina Rimes)        |                                 |

### Промосинглы
| Год  | Сингл                                       | Альбом                       |
| ---- | ------------------------------------------- | ---------------------------- |
| 2012 | «Не любя»                                   | Freedom, Pt. 1               |
| 2014 | «Домой»                                     | без альбома                  |
| 2016 | «Мало малины» (совм. с Romanovskaya)        | без альбома                  |
| 2019 | «Домой» (совм. с Тиной Кароль)              | Freedom, Pt. 2               |
| 2019 | «Помнишь» (совм. с Тиной Кароль)            | Freedom, Pt. 2               |
| 2019 | «Dragostea Din Tei» (совм. с Katerina Begu) | The Voice Ukraine (Season 9) |

## Награды и премии
- Почётное звание «Maestru în Artă» (Молдова, 2009)

| Год  | Проект                    | Премия                   | Номинация                             | Номинированная работа/артист | Результат |
| ---- | ------------------------- | ------------------------ | ------------------------------------- | ---------------------------- | --------- |
| 2002 | O-Zone                    | MTV Romania Music Awards | Лучшее Видео                          | «Numai Tu»                   | Победа    |
| 2003 | O-Zone                    | MTV Romania Music Awards | Лучшая песня                          | «Despre Tine»                | Победа    |
| 2003 | O-Zone                    | MTV Romania Music Awards | Лучший танцевальный трек              | «Despre Tine»                | Победа    |
| 2003 | O-Zone                    | MTV Europe Music Awards  | Best Romanian Act                     | O-Zone                       | Номинация |
| 2004 | O-Zone                    | MTV Romania Music Awards | Лучший танцевальный трек              | «Dragostea Din Tei»          | Победа    |
| 2004 | O-Zone                    | MTV Europe Music Awards  | Best Romanian Act                     | O-Zone                       | Номинация |
| 2005 | O-Zone                    | Echo Awards              | Сингл года                            | «Dragostea Din Tei»          | Победа    |
| 2008 | Crazy Loop                | MTV Europe Music Awards  | Best Romanian Act                     | Crazy Loop                   | Номинация |
| 2010 | Dan Balan                 | MTV Europe Music Awards  | Best Romanian Act                     | Dan Balan                    | Номинация |
| 2011 | Dan Balan и Вера Брежнева | Золотой граммофон        | Golden Gramophone                     | «Лепестками слёз»            | Победа    |
| 2011 | Dan Balan и Вера Брежнева | Премия RU.TV             | «Лучший дуэт»                         | «Лепестками слёз»            | Номинация |
| 2012 | Dan Balan                 | Премия RU.TV             | «Самый сексуальный российский артист» | Dan Balan                    | Победа    |
| 2012 | Dan Balan                 | Премия RU.TV             | «Лучшая песня»                        | «Лишь до утра»               | Номинация |
| 2012 | Dan Balan                 | Премия RU.TV             | «Лучший певец»                        | Dan Balan                    | Номинация |
| 2012 | Dan Balan                 | Золотой граммофон        | Статуэтка «Золотого граммофона»       | «Лишь до утра»               | Победа    |
| 2013 | Dan Balan                 | 20 лучших песен          | Лучшая песня года                     | «Лишь до утра»               | Победа    |
| 2013 | Dan Balan                 | Премия RU.TV             | «Лучший певец»                        | Dan Balan                    | Номинация |
| 2013 | Dan Balan                 | Реальная премия MusicBox | «Лучший певец»                        | Dan Balan                    | Победа    |
| 2013 | Dan Balan                 | Золотой граммофон        | Статуэтка «Золотого граммофона»       | «Люби»                       | Победа    |